# Список персонажей мультсериала «Друзья ангелов»
Список персонажей мультсериала «Друзья ангелов» — список героев мультсериала. Все они, особенно сами главные герои — ангелы и демоны и их подопечные, профессора, играют ключевую роль в событиях мультсериала. Здесь также приводятся и другие персонажи которые сыграли свою роль, иногда не малую, в становлении сюжета и событий в указанном мультсериале. Другие же просто фигурировали в сериале, но не оказали заметного воздействия на ход событий.

## Ангелы

### Раф - 15 звездных лет
Раф является лидером команды ангелов. Она имеет длинные светлые волосы с красной прядью и голубые глаза. Стиль — спортивный. Носит одежду всевозможных оттенков синего, белого и иногда розового цветов. Её талисман — божья коровка Кокс, которая в неактивном состоянии превращается в пряжку на поясе Раф. Кокс имеет силу стрелять светом и немного светится.
Раф — очень любопытная, заботливая дружелюбная. В большинстве случаев ведёт себя рационально и очень практично, хотя редко может показаться идеалисткой. Быстро умеет выпутываться из сложных ситуаций благодаря своей настойчивости и силе воли. Но, будучи в душе очень романтичной, часто делится своими мыслями и переживаниями с дневником. Её извечным соперником является Сульфус. Однако неприязни к нему она вовсе не испытывает, даже наоборот — Раф влюбляется в Сульфуса практически с первых дней знакомства, что, к сожалению, не разрешено среди ангелов и демонов.
Долгое время считает, что она такой же ангел, как и другие. Однако на самом деле Раф — дочь смертного алхимика Малаки и его жены Анджели, обращённая в ангела неизвестным способом. Из-за того, что она является полусмертной-полубессмертной, она обладает ультимативной способностью — силой Звезды Ангелов, а также из - за этого у Раф на шее есть небольшое родимое пятно.
В конце второго сезона она с Сульфусом говорят учителям, что не пойдут учиться в Золотой Университет, так как решили пройти по Пути Метаморфоза и попытаться стать людьми, чтобы дать волю своим чувствам.
Силы:
- Быстрые Крылья (Speed Fly): позволяют лететь с очень большой скоростью.
- Каменные Крылья (Rock Fly): крылья создают вокруг Раф прочную защиту от внешних воздействий.
- Мысленные Крылья (Think Fly): — позволяют Раф вести мысленный диалог с другими персонами без возможности быть замеченной. Скорее всего, унаследована от Анжели.
- Колокольные крылья (Bell Fly): позволяет Раф наносить точный удар по противнику небольшой энергетической волной.
- Пламя (Inflame): способность создавать огненные шары синего цвета. Перенята у Сульфуса в ходе 1 - го Турнира Света и Тьмы.

Цвет Крыльев Призмы (Prisma Fly) — ярко-голубой.

### Ури - 15 звездных лет
Ури — лучшая подруга Раф. У неё каштановые кудрявые волосы, собранные в две пышные косы приклеплёные синими звёздами по бокам головы. Глаза у неё фиолетовые, а кожа имеет приятный тёмный цвет. Её одежда преимущественно жёлтая и оранжевая, иногда зелёная. Талисман Ури — светлячок Молния, в неактивном состоянии становящийся цветком на юбке. Молния имеет силу очень ярко светится или всё освещать.
Очень весела, общительна, иногда даже наивна. Ури всегда готова поддержать в трудную минуту. У неё также сильно развито чувство справедливости, из-за чего она очень не любит проигрывать. Ури испытывает большую страсть к фотографии и имеет магическую камеру снов, которая может сфотографировать сон человека или бессмертного, создать какое - либо сновидение или даже переместить ког - нибудь в чей - нибудь сон. Однако, несмотря на внешнюю честность, в глубине души Ури немного завидует своей подруге Раф, потому что она сама хотела быть лидером их компании. Соревнуется за смертных с демоном Кабирией.
Силы:
- Цветочные Крылья (Flower Fly): помогают Ури вырастить любое растение в любом месте.
- Метео-Крылья (Meteo Fly): управляют погодными явлениями, будь то гроза или ураган.
- Гидро-Крылья (Hydro Fly): позволяют быстро плавать и дышать под водой.
- Звериные Крылья (Beast Fly): с этими крыльями Ури способна превратиться в любое земное животное. Приобретена в ходе 1 - ого турнира света и ть
- Зелёные Крылья (Green Fly): стреляют зелёными стрелами, которые при попадании во врага облепляют его ноги зелёной слизью. Приобретена в ходе 2 - го турнира света и тьмы.
- Прыжок-Крылья (Jump Fly): помогает совершать очень высокие и длинные прыжки.
- Ураганные Крылья (Hurricane Fly): позволяют создавать ураган.

Цвет Крыльев Призмы (Prisma Fly) — жёлтый.

### Сладкая - 15 звездных лет
Элегантная и очень красивая девушка-ангел. Её стиль основан на всех оттенках розового и лилового, тот же цвет имеют её волосы. Глаза у неё серо-голубые. Её талисманом является бабочка Баттерфляй .Бабочка имеет силу превращать любые вражеские чувства существа в любовь.Её имя на итальянском (в оригинале) звучит как «Дольче» (итал. Dolce]), а на английском — «Свит» (англ. Sweet).
Сладкая полностью оправдывает своё имя. Наивная, весёлая и смешная, ей удается вызвать улыбку на лицах друзей в любое время, даже когда они печальны. Сладкая любит посмеяться и, будучи мечтательной, не воспринимает вещи всерьёз, даже если это оказывается чем-то важным, из-за чего может выглядеть немного глуповатой. В борьбе за смертных ей противостоит Кабале. Помешана на парнях, и даже одно время была влюблена в смертного Александра, друга своей подопечной. Страсть Сладкой — ходить по магазинам и коллекционировать очки. Модно одевается и совершенно не воспринимает Кабирию, которая, по мнению Сладкой, выглядит далекой от моды. Она также любит поесть леденцы.
Силы:
- Звуковые Крылья (Sound Fly): создают мощные звуковые волны, оглушающие любого попавшего под их воздействие.
- Видео-Крылья (Video Fly): позволяют создавать любые голограммы.
- Стоп-Крылья (Stop Fly): позваляют остановить любого врага.
- Волосатые Крылья (Hairy Fly): волосы Сладкой удлиняются и превращаются в некое подобие жёсткого кнута, которым Сладкая может бить врагов.

Цвет Крыльев Призмы (Prisma Fly) — розовый.

### Микки - 16 звездных лет
Самая опытная из всей ангельской команды. Микки носит расклешенные брюки, широкие толстовки и футболки. Её синие волосы коротко подстрижены, но с правой стороны есть длинная прядь, заплетенная в косу, украшенную несколькими цветными заколками, одна из которых имеет форму звезды. У Микки большие голубые глаза, а её любимые цвета — синий, жёлтый и зелёный. Талисман — стрекоза Лула, становящаяся в неактивном состоянии бантом на косичке или брошкой . Сила Лулы , что она может из маленького размера стать большой.
Добра и щедра ко всем, кроме демонов, которым, по мнению Микки, доверять не следует никогда. Микки в свой первый год обучения не смогла сдать экзамен по неизвестной причине и была вынуждена остаться на второй год. Однако даже это невесёлое обстоятельство не мешает ей быть остроумной, любить пошутить и повеселиться с друзьями. Кроме того, она очень смелая и практически не боится встать перед лицом опасности. Противник Микки — демон Гас, в сторону которого сыплется большинство шуток и подколов Микки.
Силы:
- Липкие Крылья (Sticker Fly): способность бросаться липкими каплями в форме смайликов, обездвиживающими противника.
- Крылья-Стена (Wall Fly): возводят в любом месте прочную стену.
- Резиновые Крылья (Gummy Fly): образуют вокруг Микки упругий резиновый шар, от которого отскакивают удары.
- Ледяные Крылья (Ice Fly): сила позваляющая создавать лед.

Цвет Крыльев Призмы (Prisma Fly) — зелёный.

### Гейб
Ангел — Хранитель, призванный Арканом следить за Раф. Не выполнив свою миссию, так как Раф и Сульфус все таки совершают кощунственный поцелуй, он отправляется домой в Город Ангелов. Одевается серьезно и сдержано, не любит яркие цвета. Как правило, носит белую рубашку и темные брюки.
Силы:
- Звездочный Полет: основная сила Гейба. Сила звезд.
- Крылья паучья сеть: с помощью этих крыльев Гейб может ловить противников волшебной сеткой.
- Максимальные крылья: сильные крылья, излучающие тысячи лучей света!. Эти лучи берут силу из звезд!
- Каратэ крылья: С помощью этой силы Гейб может бить противника сильными точечными ударами.
- Возможно по цвету одежды Гейба его цвет сущности белый.

### Учителя

#### Аркан
Профессор ангельского класса. Выглядит как высокий старик с длинной бородой и белыми волосами. Обладая спокойным характером, к любой проблеме подходит внимательно и с большой осмотрительностью, благодаря чему весьма опытен в работе с подопечными. Достаточно строг с учениками, но в то же время, постоянно заступается за них и всячески оберегает.
Был отстранен от работы во втором сезоне после прихода Кесседи и Кубрала, но к концу сериала вновь вернулся на должность.
Силы:
- Крылья-Радар (Radar Fly): позволяет отследить носителей таких тяжких грехов как ложь, насилие или воровство.
- Крылья-Лезвие (Blade Fly): нимб профессора Аркана превращается в острое круглое лезвие.
- Белая -сфера ( White- sphere): позволяет профессору Аркану использовать силу света и может уничтожить фероксов.

#### Теренс
Стильный красавчик-ангел. Впервые появляется в Летней школе, как учитель ангелов. Во втором сезоне обучает ангелов персонификации и проецированию, также заведует спортивными тренировками. Некоторое время Сульфус считает его своим соперником, даже видит его с Раф в комнате Состязаний.
Силы:
- Водные крылья (Water fly): он может смести любого, как песчинку.
- Ударные крылья (Kick Fly): может очень быстро приблизится и ударить противника.

#### Олимпия (Омния)
Учитель ангелов. По её словам, раньше она работала в детском саду в городе Ангелов. Рассказала ангелам о ВЕТО, вместе с ними путешествовала по странам.
Силы:
- Крылья-Сна её крылья усыпляют тех, на кого они будут направлены. Сама Олимпия вооружается волшебной палочкой, которая издаёт интересные звуки, фейерверки, что ей позволяет больше овладеть сном.

### Тайко
Опытный Ангел времен древней цивилизации ацтеков. Он очень похож на Раф. Демон Саи влюблена в него, как и Сульфус в Раф, и Тайко пытается сдержать свои чувства, но в итоге, его кощунственный поцелуй с Саи разрушает древнюю цивилизацию.
Силы:
- Радиус Крылья (Radius Wing): крылья, которые испускают лучи, которые ударяют по врагу.
- Крылья Защиты (Scutum Wing): крылья, создающие щит для защиты.
- Куспис Крылья (Cuspis Wing): крылья, стреляющие стрелами света.
- Мультипликатор (Moltiplicatum): крылья, создающие клонов Тайко.
- Рубес Крылья (Rubes Wing): крылья, создают молнии которые при падении сжигают. Используются в фильме.
- Агилис Крылья (Agilis Wing): крылья, которые позволяют избежать атак противника. Используются в фильме.
- У Тайко есть талисман хамелеон Фулмина , который может менять цвета до прозрачного

### Генерал Кесседи
Кесседи вместе с Кубралом пыталась уничтожить весы ВЕТО, так как хотела войны. Она вместе с Кубралом удачно манипулировала Сульфусом, а позднее — Раф, чтобы уничтожить весы ВЕТО и развязать новую Тысячелетнюю Войну между демонами и ангелами. Также именно она с Кубралом похитила маму Раф, когда Раф была ещё смертной. Во втором сезоне Кесседи была директором Золотой школы. В конце второго сезона и вместе с Кубралом была разжалована и передана судам города Энджи.
Силы:
- Связующие крылья (Connecting wings): позволяют Кесседи крепко связать в цепи любого противника.
- Атвитум: позволяют Кесседи оживить умершего человека, либо вернуть время назад.
- Зеркальный щит (Mirror Shield): позволяют Кесседи отразить атаку против своего врага.
- Вапидум: создают каменную оболочку защищающу от атак.
- Клаустра ала : создает магический барьер позволяющий удерживать противника на данной территории.
- Ещё Кеседи имеет силу трансформации которая позволяет создать мощные защищающие от атак доспехи и маскирует внешность.Эта сила есть и у Кубрала

#### Почетные стражи Кесседи

##### Эйбл и Мэйбл
Две сестры, телохранители мэра Кесседи. Сражались с Мики и Гасом в время второго турнира света и тьмы и выиграли. Также вместе с другими почётными защитниками мэра, сражались с ангелами и демонами и проиграли так как те использовали крылья Призмы.Они смелые,выносливые,проворные. 
Силы:
- Крылья мяча (Ball Fly): создают мяч.
- Двойные крылья мяча (Двойной удар) (Double Ball Fly): создают много мячей
- Крылья одежды (Clothes Fly): позволяют быстро переодеться.
- Огонь (Fire): позволяют создавать огонь.
- Крылья слияния (Unite Fly): позволяют объединиться в одно существо с другими ангелами.

##### Архангел
Секретарь мэра Кесседи. Сражался с Кабале во время второго турнира света и тьмы и проиграл. Сражался вместе с другими секретарями с ангелами и демонами и проиграл, так как те использовали крылья Призмы.
Силы:
- Режущие крылья (Cut Fly): позволяет разрезать предмет или существо.
- Анти-крылья (Anti Fly): защищают Архангела от внешнего колдовства и дают четкую интуицию.
- Крылья слияния (Unite Fly): позволяют объединиться в одно существо с другими ангелами.

##### Тайрон
Секретарь мэра Кесседи. работал с другими секретарями с ангелами и демонами и проиграл так как те использовали крылья Призмы.
Силы:
- Метательные крылья (Throw Fly): позволяют бросить штангу как бумеранг.
- Крылья слияния (Unite Fly): позволяют объединиться в одно существо с другими ангелами.

### Серафимы
Посланники Высших сфер. Приходили в первом сезоне чтобы забрать Раф в Город Ангелов, но их остановил Аркан, который побывал в Лимбо и узнал, что Раф не виновата в кощунстве, а виновата Рейна. Подчиняются Высшим сферам и Директорам Золотой Школы.

## Демоны

### Сульфус - 16 огненных лет
Лидером группы демонов является Сульфус. Он одевается в байкерском стиле, носит куртки и кожаные штаны, предпочитая одежду красного, чёрного и серого цветов. Волосы тёмно-синие, почти чёрные и всегда сильно растрепанные. Глаза Сульфуса — жёлтые, а вокруг левого глаза есть красная звезда. Его талисманом является Василиск, коралловая змея, который в неактивном состоянии становится узором на правом предплечье своего хозяина. Василиск имеет силу укусить кого либо тем самым гипнотизирует.
Сульфус является типичным воплощением дьявольского характера: холоден, безжалостен к своим врагам, высокомерен, тщеславен, ничего не боится. Часто выглядит даже жестоким и властным. Его демонскую сущность способно изменить лишь одно — его противница-ангел Раф, к которой он испытывает сильные чувства, причём взаимно. Он всегда готов её защитить и ради Раф готов пойти на что угодно, лишь бы она не пострадала. Его хобби — это весьма популярные в городе демонов мотоциклы. Сульфуса часто можно увидеть в образе байкера, причём как на мотоцикле, так и без него. Импульсивен, из-за чего у него иногда могут быть трудности.
В конце второго сезона он и Раф говорят учителям что не пойдут учится в Золотой Университет так как решили пройти по пути метаморфоза и попытаться стать людьми чтобы дать волю своим чувствам.
Силы:
- Огненные Крылья (Fire Fly): позволяют создавать огненные шары.
- Крылья Силы (Body Fly): придают Сульфусу невероятную физическую силу.
- Большие Крылья (Macro Fly): с этими крыльями Сульфус вырастает до огромных размеров.
- Железные Крылья (Iron Fly): позволяют бросаться в противника острыми стальными ножами. Крылья при этом становятся железными, что позволяет использовать их как щит.
- Ударные Крылья (Blow Fly): умение схоже по действию с Крыльями Силы, но позволяет наносить концентрированные точечные удары

Цвет Крыльев Призмы (Prisma Fly) — красный.
Также у Сульфуса есть необычная для демона способность к исцелению тяжело раненных, полученная от Раф в ходе 1-го Турнира Света и Тьмы.

### Кабале
Кабале элегантна и изысканна. Одевается в стиле панк, причём её одежда часто выглядит очень откровенно. В основном её одежда розовая, фиолетовая и чёрная. У неё короткие тёмно-фиолетовые волосы с красной прядью и жёлтые глаза. Талисман — Носферату, летучая мышь, в неактивном состоянии становящаяся браслетом на руке Кабале. Носферату имеет силу укусить кого либо тем самым расслабляет врага .
Кабале — друг и правая рука Сульфуса. Тайно в него влюблена, о чём многие догадываются, кроме, пожалуй, самого Сульфуса. Из-за этого сильно ревнует, поскольку Сульфус, как считает она сама, мало обращает на неё внимания. Чрезвычайно эгоистична, о других может подумать, только когда это интересует её саму. Ко всему часто относится с иронией и сарказмом. Кабале очень любит рисковать, и всячески пытается показать это. Интересуется азартными играми. Хорошо разбирается в различных зельях, снадобьях и противоядиях. Её ангел-противник — Сладкая.
Силы:
- Невидимые Крылья (Invisible Fly): эти крылья придают невидимость.
- Двойные Крылья (Double Fly): создают множество двойников Кабале.
- Крылья Превращений (Metamor Fly): позволяют превратиться в любое как реально существующее, так и мифическое животное.
- Психо-Крылья (Psycho Fly): выводят из строя врага с помощью психического воздействия.
- Крылья Фокус-Покус (Fokus Fly): утопила гладиаторов в зыбучих песках.

Цвет Крыльев Призмы (Prisma Fly) — фиолетовый.

### Кабирия
Лучшая подруга Кабале, член демонской группы. Её длинные волосы грязно-чёрного цвета украшены двумя прядями сиреневого оттенка. У этого демона красные глаза. Любимый цвет одежды Кабирии — фиолетовый, её облегающий жилет и брюки имеют именно этот цвет. Талисман Кабирии — паук Арахно, когда он не активен, превращается в одну из её сережек. Арахно имеет силу делать паутину или превратится в нужный предмет .
Упрямая и решительная девушка-демон, никогда не сдается слишком легко, предпочитая сражаться до последнего. Именно она является самой холодной, расчётливой и умной из группы. Она тратит много времени на обдумывание своих планов действий, любит обманывать других и создавать интриги, что наиболее часто проявляется в её поединках за смертных со своим соперником — Ури. Кабирия считает себя знатоком моды и сама всегда выбирает себе одежду, но на самом деле её познания в этой области весьма далеки от идеальных, чего, к сожалению, сама Кабирия не замечает. Несмотря на свою более чем демонскую природу, любит животных.
Силы:
- Ночные Крылья (Night Fly): создают темноту в любом месте и в любое время.
- Дикие Крылья (Wild Fly): с этими крыльями Кабирия может сделать себе любых животных-помощников.
- Крылья Паутины (Web Fly): дают возможность набрасывать на врага крепкую паутину.
- Сухие Крылья (Dry Fly): создают горячий пустынный ветер, высушивающий всё на своем пути.
- Крылья Ветра (Wind Fly): особый магический ветер, способный остановить движение чего-либо. Используется редко.
- Горячие Крылья (Warm Fly): позволяют Кабирии расплавить любой предмет.

Цвет Крыльев Призмы (Prisma Fly) — синий.
Также Кабирия обладает способностью к гипнозу, приобретённой в ходе 1-го Турнира Света и Тьмы.

### Гас
Смешной, толстый демон с короткими рыжими волосами и тёмно-синими глазами, всегда скрытыми за парой солнцезащитных очков. Из одежды Гас предпочитает в основном футболки и мешковатые штаны чёрного и синего цветов, иногда фиолетового. Он — единственный из всей группы демонов, у кого крылья синего цвета. Его талисман — лягушка Крок, которая становится в неактивном состоянии его браслетом с шипами. Крок имеет силу проглотить  кого - либо или какой - нибудь предмет, как огненный мяч Эйбол и Мэйбол.
Друг Сульфуса. Больше всего на свете любит отдохнуть и хорошо покушать, особенно любит пиццу, гамбургеры и мороженое. Дьявольски умным Гаса назвать никак нельзя, и именно он создаёт большинство комических ситуаций в сериале. Его оппонент — ангел Мики. Влюблён (или делает вид, что влюблен) в своего профессора Темптель, но та практически не обращает внимания на Гаса (также есть несколько намеков на то, что он не равнодушен к Мики). Пытается выглядеть настоящим демоном, для чего старается брать пример с Сульфуса, но на деле является самым добродушным из всех демонов. Хорошо относится к пирсингу — у Гаса есть даже серьга, и не одна. Способен чувствовать природные катаклизмы.
Силы:
- Бургер-Крылья (Burger Fly): позволяют бросаться тяжелыми каменными снарядами, похожими на котлеты.
- Крылья-Землетрясение (Quake Fly): создают небольшое локальное землетрясение. При использовании в воде создаёт воронку.
- Толстые Крылья (Fat Fly): делают противника толстым и, как следствие, очень неповоротливым.
- Магнитные Крылья (Magnetic Fly): сила позволяет Гасу управлять на расстоянии металлическими предметами. Была получена во время 1-го Турнира Света и Тьмы.
- Токсичные Крылья (Toxic Fly): создают облако ядовитого газа.

Цвет Крыльев Призмы (Prisma Fly) — оранжевый.

### Мишель
Настоящий Демон-Искуситель, призванный так же, как и Гейб, следить за Раф и Сульфусом. Она очень провокационная и остроумная. Как и Ангел-Хранитель, она отправляется в Серный Город, так как не смогла предотвратить кощунственный поцелуй между Раф и Сульфусом.
Силы:
- Ароматические крылья: её крылья выпускают запах, которым управляет Мишель, чтобы соблазнить и атаковать любого врага.
- Крылья тока ( Tok fly ) : позволяет Мишель атаковать противника электрическим током .
- Серные крылья ( Sulfur fly ): позволяет Мишель создать темное вонючее облако, ведь основная её сила это запах.
- По внешнему виду Мишель возможно её цвет сущности бордовый.

### Учителя

#### Темптель
Профессор демонического класса. Стройная женщина с лиловыми длинными волосами. Её особенность — очки и характерный синий цвет помады. Саркастична, что не стесняется показывать даже в работе с учениками. Но она так же, как и Аркан, активно защищает своих учеников, всячески оберегая их. К ней проявляет «романтические» чувства Гас.
Вместе с Арканом была отстранена от работы во втором сезоне после прихода Кесседи и Кубрала, но возвращается в сюжет к концу сезона.
Силы:
- Крылья Вины (Guilty Fly): данная способность помогает находить грешников.
- Крылья-Удар (Fust Fly): наносят энергетический удар по противнику или по объекту.
- Ещё профессор Темптель имеет способность стрелять из рогов молнией в противника.

#### Скарлетт
Красотка-демон. У Скарлетт довольно необычная внешность как для демона: светлые волосы и голубые глаза. Так же как и Теренс, появляется в Летней школе, затем, во втором сезоне, обучает демонов персонификации и проецированию, заведует их спортивными тренировками. По её словам, знает все секреты красоты. Гас сразу же «влюбляется» в Скарлетт, и даже Сульфусу она поначалу нравится (когда видит её впервые в Летней школе).

#### Гнозис
Учитель демонов. Маленький и толстенький. У Гнозиса настолько плохое зрение, что Гас берет на его урок подушку, говоря, что он «все равно ничего не видит». Гнозис рассказывает историю ВЕТО, вместе с Олимпией путешествует с ангелами и демонами по странам.
Силы:
- Стоп-Крылья: его крылья останавливают время.

### Саи
Демон цивилизации ацтеков, очень похожая на Сульфуса. Влюблена в ангела Тайко. Своим поцелуем с ним разрушает древнюю цивилизацию.
Силы:
- Агелис Крылья (Agilis Ala): крылья, позволяющие высоко прыгать.
- Игнис Крылья (Ignis Ala): крылья, способные стрелять огнём.
- Саи может создавать и атаковать каменными шипами противника.
- Также Саи может создать волшебный щит защищающий её от внешних атак.
- Саи имеет талисман паука Грицеру которая ловит врагов паутиной.

### Мэр Кубрал
Относительно пожилой мужчина-демон. Мэр Серного города.
Кубрал вместе с Кесседи пытался уничтожить весы ВЕТО, так как та хотела войны. Он вместе с Кесседи удачно манипулировал Сульфусом, а позднее — Раф, чтобы уничтожить весы ВЕТО и развязать новую Тысячелетнюю Войну между демонами и ангелами. Также именно он и Кесседи похитил маму Раф, когда Раф была ещё смертной. Во втором сезоне Кубрал был директором Золотой школы. В конце второго сезона и вместе с Кесседи был разжалована и переданы судам Зольфанелло-Сити.
Силы:
- Торнадо (Tornado): позволяет Кубралу отразить любую атаку и направить её на противника.
- Электрошок (Electroshock): позволяет Кубралу направить на противника электрические заряды, тем самым парализуя своего противника.
- Также Кубрал имеет силу трансформации позволяющий создать мощные доспехи защищающие от атак .Эта сила есть и у Кеседи .
- Крылья Темной Энергии ( Dark energy Fly)):позволяет Кубралу создать мощный темный луч и притянуть себе что угодно.
- И возможно и силу клонирование кого либо

#### Работники Кубрала

##### Деймос и Фобос
Два брата, телохранители мэра Кубрала. Сражались с Сладкой и Кабирией в время второго турнира света и тьмы и выиграли. Также вместе с другими защитниками мэра, сражались с ангелами и демонами и проиграли так как те использовали крылья Призмы.
Силы:
- Сила гравитации (Force of Gravity): позволяют изменить гравитацию.
- Огнение шары (Fire Balls): позволяют бросаться огненными шарами.
- Крылья слияния (Unite Fly): позволяют объединиться в одно существо с другими демонами.
- Ещё Деймос и Фобос умеют призывать динозавров себе на помощь.

##### Мигель
Секретарь мэра Кубрала. Сражался с Ури в время второго турнира света и тьмы и проиграл. Также вместе с другими секретарями, сражался с ангелами и демонами и проиграл так как те использовали крылья Призмы.
Силы:
- Земляные крылья (Ground Fly): не дают жертве сдвинутся с места, приклеивают её к земле.
- Бычие крылья (Bull Fly): создают большего быка.
- Лошадиные крылья (Horse Fly): создают фиолетовую лошадь на которой можно ездить и которая двигается очень быстро.
- Крылья слияния (Unite Fly): позволяют объединиться в одно существо с другими демонами.

##### Кубсида
Секретарь мэра Кубрала. Сражалась вместе с другими секретарями с ангелами и демонами и проиграла так как те использовали крылья Призмы.
Силы:
- Ядовитые крылья (Poison Fly): позволяют стрелять змеиным ядом который расплавляет место попадания, действуют при наличии змеи.
- Двойные ядовитые крылья (Double poisonous Fly): стреляют при помощи змеи и окружают противника с двух сторон залпами яда.
- Крылья слияния (Unite Fly): позволяют объединиться в одно существо с другими демонами.
- Также Куспида имеет силу управлять змеями.
- Демон хранитель Зейбл

Был соперником Рейны за душу Малаки, когда она была ангелом. Выглядит демон с эрокесом в красном жилете и черно серых штанах .Какой у его талисман не известно и что с ним стало после поступка Рейны не известно.
Силы :
Верёвочные крылья ( Rope fly) : позволяет связать противника длинной и прочной веревкой.
Монстрические крылья :( Monster fly ): позволяет Зейблу привротится с демона в монстра похоже но на оборотня .

### Приспешники дьявола
Послы Низших сфер. Приходили в первом сезоне чтобы забрать Сульфуса в Город Дьяволов но их остановила Темптель которая побывала в Лимбо и узнала что Сульфус не виноват в кощунстве, а виновата Рейна. Подчиняются Низшим сферам и Директорам Золотой Школы.

## Нейтралы
Бессмертны, но не являются ни ангелами, ни демонами.

### Рейна
Главная антагонистка первого сезона. Жестокая, беспощадная и высокомерная. Хочет отомстить Ангелам и Демонам за то, что была заточена в Лимбо на долгие годы. Она когда-то была Ангелом и влюбилась в Малаки, своего подопечного. Чтобы он полюбил её, она украла его портрет из зала в Золотой Школе, и завладела его волей. Из-за этого немыслимого кощунства она была заключена в цепях в заточении. Она хочет, чтобы Раф и Сульфус совершили новое кощунство из-за своей любви, чтобы Рейна вновь стала свободной. В конце первого сезона ей чуть не удалось захватить Землю, но злая королева была поражена силой Призмы Ангелов и Демонов. И окончательно побеждена силой Звезды ангелов Раф. Рейна вернулась в своё заточение, но она обещает вернуться, во что бы ей это не стало! В конце второго сезона Блю освобождает её из Лимбо.
Силы:
- Электрические Крылья (Electric Fly): крылья, которые способны атаковать противника зарядом электроэнергии (были когда Рейна была ангелом).
- А ещё когда Рейна была Ангелом у неё был талисман скоробей , который возможно имел силу увеличивается в количестве.
- Чёрная сфера (Black Sphere): имеет много разных сил, а также может вызвать фероксов.
- Ветреный луч : позволяет Рейне стрелять изо рта потоками воздуха в препятствия.
- Огненный луч : позволяет Рейне из пальца стрелять огненным лучом в препятствия.
- Еще у Рейны есть с способность насылать сильные ветра на противника.

### Блю
Бессмертная девушка, появляющаяся в начале второго сезона. У неё волосы цвета моря и глаза красного цвета. Носит одежду тёмно- и бледно-фиолетовых оттенков. Также у неё есть подобие татуировки под правым глазом.
Точное происхождение и принадлежность Блю к какой-либо из групп бессмертных неизвестны. Однако, судя по её внешнему виду и собственным словам (называет себя принцессой Лимбичи это город нейтралов а лимбо тюрьма), можно предположить, что она является нейтралом. Но судя по её силам, можно предположить, что она - вампир.
Гордая и принципиальная. Действует по приказам Кубрала и Кесседи, но не считает себя их слугой, так как работает за определённую награду — ключ. Сначала похищает Сульфуса, затем помогает ему же подарить кулон для Раф (в то же время влюбляется в него). Однако после того, как Сульфус сбежал из заточения, использовав её чувства и обманув её, у Блю появляется нечеловеческая ненависть к нему. После этого старается отомстить Сульфусу, даже пытаясь убить его, что ей не удается. В конце второго сезона получает ключ, с помощью которого выпускает Рейну из тюрьмы.
Силы:
- Укус Пантеры (Panthers Bite): наделяет огромными ярко-синими когтями, способными разрезать даже дерево или металл. Сама Блю при этом облачается в чёрный с синими полосами облегающий костюм.
- Укус Тени (Shadow Bite): придаёт неосязаемость для ударов (прозрачность); тем не менее, Блю по-прежнему может атаковать противника.
- Гипнотический Укус (Hypno Bite): сила полностью и всесторонне подчиняющего гипноза.
- Гипнотический Взгляд(Hypno View): гипноз при помощи взгляда. «Глаза в глаза».
- Рентген-Укус (X-Ray Bite): зрение, позволяющее видеть сквозь предметы подобно рентгену.
- Ещё Блю имеет способность телепортации с одного места в другое.
- А ещё имеет силу превращения в летучую мышь.
- Блю как является принцессой Лимбо , тоже может управлять фероксами и превращаться в него .

## Родители Раф

### Анджели
Жена химика Малаки и мать Раф. Обладает магическими силами телепатией, исцелением, предвидением, левитацией и даром убеждения, а также может видеть бессмертных, в чём и превосходила их. Была похищена Кубралом и Кесседи чтобы начать войну между ангелами и демонами и чтобы шантажировать Раф и Сульфуса которые держали её в вечном сне. Пока Раф не уничтожила её тюрьму и весы ВЕТО силой Звезды Ангелов. Анджели живёт вместе с Раф в Золотой школе.

### Малаки
Таинственный человек, который слепо слушается и выполняет все приказы Рейны. Он жил в Париже, где занимался зельями, пока в 1900 году, Рейна не лишает его свободы выбора, украв его портрет из Золотой Школы. В конце первого сезона мы узнаём, что Малаки — отец Раф. Он приносит себя в жертву, спасая свою дочь от Рейны. Малаки больше нет, но профессор Аркан уверяет Раф, что она ещё встретится с ним.

## Фероксы
Фероксы: чёрно-белые чудовищные создания Рейны, похожие на обезьян, с красными глазами. Их укус ядовит, но против них есть противоядие — Белая сфера. Благодаря профессору Аркану, их удалось устранить.

## Смертные

### Эндрю
Эндрю — четырнадцатилетний юноша, является подопечным Раф и Сульфуса. Позже переведён на попечение к другим хранителям. В начальных сериях показан как легкомысленный и нерешительный парень, но когда другу понадобилась помощь, он не испугавшись спас его от хулиганов. Девушка Эндрю - это Джениффер. (Не равнодушен к видеоиграм).

### Джейкоб
Друг Эндрю. Однажды Эндрю спас его от плохих мальчиков.

### Дженниффер
Джениффер — молодая землянка, подопечная Ури и Кабирии. Джениффер очень умная девушка, которая не очень любит следовать моде, из-за этого популярные девушки над ней смеются. Любит учиться, слушать музыку и быть независимой. Встречается с Эндрю, даже чуть не пошла на кражу чтобы подарить ему лучший подарок, но к счастью Ури успела её переубедить.

### Эдвард
Эдвард — молодой юноша, подопечный Сладкой и Кабале. Его родители развелись, и он живёт со своей матерью и видит отца очень редко. В мультфильме Друзья ангелов :Между мечтой и реальностью был влюблен в Джениффер, поэтому мешал их отношениям с Эндрю.

### Чарли
Друг Эдварда. Играл с ним в покер на деньги и проиграл. Потом ограбил его. Но под влиянием Сладкой, Эдвард с ним помирился.

### Мэтью
Мэтью — подопечный Микки и Гаса. У него несколько раз менялись Демоны — после Гаса им был Сульфус, а после него Кабирия. Вскоре после этого Гас снова стал демоном юноши. Хорошо играет на гитаре. Ему нравятся близняшки Джулия и Хелен.

### Джулия и Хелен
Джулия и Хелен — очень богатые девочки, только приехавшие в город. Они недоверчивы к окружающим, так как во всех школах, в которых они были раньше, другие ребята дружили с ними только из-за денег. Сначала их опекали Раф и Гас, потом Микки и Гас. Им нравится Мэтью.

### Плохие ребята
Плохие ребята — группа, состоящая из Дарио, Валерио и Паоло, это три мальчика-хулигана, которые начинают дразнить окружающих, что перерастает в катастрофу.

### Плохие девочки
Плохие девочки — группа, состоящая из Федерики, Анализы и Фабиан, которые следуют нынешней моде, они очень мелочные и коварные. Любят высмеивать других девочек, частенько смеются над Дженифер, Джулией, Хелен, Кэтрин и Сарой Джейн. Появились во 2 - ом сезоне, так как остались на второй год.

### Сара Джейн
Сара Джейн — умная девочка, отличница и играет на пианино. Подопечная Ури и Кабирии. Сосредоточена на лидерстве в учёбе и классе, поэтому когда в школе появился Уильям отказалась ему помочь. Влюблена в Уильяма.

### Эми
Лучшая подруга Сары Джейн недавно поступила в Золотую школу. Хорошо играет в волейбол, Сара Джейн даже уступила ей место в игре.

### Уильям
Новенький мальчик. Друг Сары Джейн. Соперничал с ней за должность президента школы. Но на самом деле влюблён в неё.

### Дэниэл
Дэниэл — юноша, из бедной семьи. Его папа ремонтирует машины, а братья — бандиты, но богаты. Любит Сирену. Является подопечным Раф и Сульфуса.

### Сирена
Сирена - красивая девушка. По её словам, популярна среди парней. Была восхищена тем, что Дэниэл был с ней честен, после этого стала с ним встречаться. 

### Мирко
Хулиган, делает всем пакости. Соперничал с Дэниэлом за любовь Сирены. Но проиграл.

### Кэтрин
Кэтрин — отличница. Её мама развелась и вышла замуж за другого. Её папа тоже развёлся и женился на другой. Таким образом у Кэтрин две мамы и два папы. Есть пятилетний брат Мило. Подопечная Мики и Гаса.

### Мило
Младший брат Кэтрин. Отлично танцует.

### Лили
Лили — девушка, любит спортивный стиль. Влюблена в Александра, но не нравится ему. Александр встречается с Глорией. Но Лили и Александр остались друзьями. Подопечная Сладкой и Кабале.

### Александр
Александр — парень, который сводит с ума многих девчонок. Лучший друг Лили и парень Глории. В него влюблены Лили, Глория, Сладкая и даже немного Кабале - о чём сам Александр, впрочем, не догадывается.

### Глория
Одноклассница Лили влюблена в Александра и встречается с ним.

### Герцог замка Горт
Древний герцог имел восемь жён, очень их любил, но сильно ревновал и запер их в замке до конца их дней. Появлялся во втором сезоне во время путешествия смертных и бессмертных в замок Горт. Его оживили Кубрал и Кесседи и сказали, что его жёны в опасности. Дрался с бессмертными, но потом портреты его жён ожили и сказали, что это он виноват в их страданиях, он извинился перед ними и исчез.